# غبيراء صغيرة
الغبيراء الصغيرة (باللاتينية: Sorbus minima) نوع نباتي شجري يتبع جنس الغبيراء من الفصيلة الوردية.
موطنها ويلز.